# Valdés
Valdés è un comune spagnolo di 14.789 abitanti situato nella comunità autonoma delle Asturie, che si estende fra il Golfo di Biscaglia e i Monti Cantabrici nella zona nord occidentale del principato delle Asturie. Capoluogo del comune è Luarca, nota come la Città bianca della Costa Verde a 95 km da Oviedo e 85 da Gijón. È il maggiore porto peschereccio delle Asturie ed è divisa in due dal Rio Negro.
L'attività economica della Comunità di Valdés è incentrata sulla pesca, sul commercio e sul turismo grazie alle belle spiagge e alla montagna boscosa e ricca di corsi d'acqua. È spesso tappa della Vuelta, giro ciclistico di Spagna.

## Storia
La zona di Valdés coi diversi resti archeologici come il dolmen di Paredes e il menhir di Ovienes, risulta già abitata dall'era del Paleolitico da popolazioni iberiche fino alla dominazione romana. Il Consejo de Valdés ottenne personalità giuridica con la concessione della carta puebla, cioè lo statuto, da parte del re Alfonso X il Saggio nel 1270. Gli abitanti di Luarca erano allora in prevalenza dediti alla caccia delle balene, attività praticata fino al secolo XVIII quando la presenza delle balene cominciò a scarseggiare. Continuò comunque la pesca locale e quella dei salmoni e delle trote nei fiumi.
Durante la guerra d'indipendenza di Spagna Luarca fu capitale delle Asturie e vi si trasferirono installazioni militari.
Non ebbe altre occasioni per mettersi in evidenza e seguì le vicende delle Asturie e della Spagna fino ad oggi in cui si presenta come rinomato e attrezzato centro balneare e porto di pesca.

## Monumenti e località d'interesse
Città turisticamente interessante con grandi viste sul mare, paesaggi montani, belle spiagge e quartieri tipici marinari come la Pescaderia e il Cambaral dove c'è la Mesa de mareantes (mensa dei naviganti), è dotata anche di edifici notevoli come la Ermita de la Atalaya, il Faro, la Casa Guatemala, il Palacio de los Marqueses de Ferrera, il Museo del Aula del Mar con esposta una collezione di calamari giganti.
Nel caratteristico Cimitero con ampie viste sul mare è la tomba del premio Nobel per la medicina Severo Ochoa nativo di Luarca.

## Feste
La Settimana Santa celebrata secondo le modalità comuni a tutte le città spagnole, la Vaqueirada festa di carattere etnografico dichiarata di interesse turistico che si celebra nell'ultima domenica di agosto, nel cui mese si celebrano anche il Certamen de Arte e le grandi feste del Rosario e di San Timoteo.